# Rhaphiptera nodifera
Rhaphiptera nodifera är en skalbaggsart som först beskrevs av Audinet-serville 1835.  Rhaphiptera nodifera ingår i släktet Rhaphiptera och familjen långhorningar.
Artens utbredningsområde är Paraguay. Inga underarter finns listade i Catalogue of Life.